# Jefferson Bass
Jefferson Bass ist das gemeinsame Pseudonym von Bill Bass und Jon Jefferson. 
Bass ist bekannt als der Gründer der Body Farm an der University of Tennessee. Nachdem Jon Jefferson einen Dokumentarfilm auf der Body Farm drehte, schrieb Bass zusammen mit Jefferson als Co-Autor seine Memoiren Der Knochenleser (2003).
Beruhend auf zum Teil realen Fällen von Bill Bass sind auch die Romane in Zusammenarbeit mit Jon Jefferson entstanden. Die Hauptfigur in der Krimiserie ist Dr. Bill Brockton, der auf Bill Bass beruht.

## Kriminalromane
- Carved in Bone (2006, Anatomie der Schuld)
- Flesh and Bone (2007, Bis auf die Knochen)
- The Devil's Bones (2008, Eine Hand voll Asche)
- Bones of Betrayal (2009, Todesstarre)
- The Bone Thief (2010)
- The Bone Yard (2011)
- The Inquisitor's Key (2012)
- Cut to the Bone (2013)

## Sachbücher
- (2003) Der Knochenleser. Der Gründer der legendären Body Farm erzählt (mit Jon Jefferson) - Death’s Acre: Inside the Legendary Forensic Lab the Body Farm Where the Dead Do Tell Tales
- (2007) Beyond the Body Farm: A Legendary Bone Detective Explores Murders, Mysteries, and the Revolution in Forensic Science (mit Jon Jefferson)